# Robert Canterbury Buford
Robert Canterbury Buford   (Wichita, 16 de maig de 1960) és el mànager general dels San Antonio Spurs, equip de bàsquet de l'NBA. Va ser nomenat mànager general l'any 2002 després de cinc temporades com a vicepresident de l'equip. Buford és també el president de les franquícies esportives pels Spurs Sports & Entertainment. Buford va guanyar el premi a l'executiu de l'any de la NBA la temporada 2013-14 i 2015-2016.

## Biografia
Buford va entrar a l'organigrama dels Spurs l'estiu de 1988 com a assistent de l'entrenador Larry Brown, càrrec que va exercir durant quatre temporades. L'estiu de 1992 es converteix en el primer assistent de Brown a Los Angeles Clippers on va estar-hi una temporada abans d'anar a la University of Florida fins al 1994.
L'estiu de 1994 els Spurs contracten a Buford com a substitut de Gregg Popovich que passa a dedicar-se exclusivament a la tasca d'entrenador de l'equip. Buford exerceix de mànager general des d'aleshores. L'estiu de 1997, va ser nomenat director de scouting dels Spurs i dos anys més tard va ser promocionat a vicepresident en gerència i assistent General.
Buford ha guanyat cinc campionats de la NBA amb els Spurs, quatre com a director general (1999, 2003, 2005, 2007 i 2014).
Buford va guanyar el 2013-14 el premi a l'executiu de l'any de la NBA, concedit el 7 maig del 2014.

### Transferències notables
- Steve Kerr, per Antonio Daniels el 2002.
- Els drets del draft de Leandro Barbosa, transferits pels drets del draft de David Lee per Phoenix Suns el 2003, que més tard van ser traspassats als New York Knicks el 2005.
- Nazr Mohammed, transferit per Malik Rose el 2005.
- Matt Bonner, per Rasho Nesterovic el 2006.
- Jackie Butler, pels drets del draft de Luis Scola de Houston Rockets per Vassilis Spanoulis el 2007.
- Drets de draft de Goran Dragic, transferits a Phoenix Suns pels drets de draft de Malik Hairston el 2008.
- Bruce Bowen i Fabricio Oberto, per Richard Jefferson el 2009.
- George Hill, transferit als Indiana Pacers pels drets de draft de Kawhi Leonard el 2011.
- T. J. Ford i Richard Jefferson, transferits per Stephen Jackson el 2012.

### Seleccions de draft notables
- Leandro Barbosa a la primera ronda al lloc 28 del Draft de l'NBA del 2003, més tard traspassat als Phoenix Suns.
- Beno Udrih a la primera ronda al lloc 28 del Draft de l'NBA del 2004.
- Ian Mahinmi a la primera ronda al lloc 28 del Draft de l'NBA del 2005.
- Tiago Splitter a la primera ronda al lloc 28 del Draft de l'NBA del 2007; no va jugar als Spurs fins a l'any 2010.
- George Hill a la primera ronda al lloc 26 del Draft de l'NBA del 2008.
- DeJuan Blair a la segona ronda al lloc 37 del Draft de l'NBA del 2009.
- James Anderson a la primera ronda al lloc 20 del Draft de l'NBA del 2010.
- Cory Joseph a la primera ronda al lloc 29 del Draft de l'NBA del 2011.

### Fitxatges notables
- Manu Ginobili, seleccionat al lloc 57è del draf de Draft de l'NBA del 1999, però no va jugar als Spurs fins al 2002.
- Rasho Nesterovic
- Robert Horry
- Brent Barry
- Glenn Robinson
- Fabricio Oberto
- Nick Van Exel
- Michael Finley
- Tiago Splitter, a la primera ronda al lloc 28 del Draft de l'NBA del 2007; no va jugar als Spurs fins a l'any 2010.
- Damon Stoudamire
- Roger Mason, Jr.
- Antonio McDyess
- Gary Neal
- Danny Green
- T. J. Ford
- Boris Diaw
- Patty Mills
- Tracy McGrady
- Marco Belinelli

## Vida personal
El seu fill, Chase Buford, juga a bàsquet als Kansas Jayhawks.
El 4 de novembre de 2011 va ser arrestat per conduir intoxicat després de xocar-se amb el cotxe.